# Пиршаги
Пиршаги или Пиршага́ (азерб. Pirşağı, по азербайджанской кириллице Пиршаға или Пиршағы) — посёлок городского типа в составе Сабунчинского района города Баку. Является приморским климатическим курортом.

## География
Пиршаги расположен в 35 км к северу от Баку, на северном побережье Апшеронского полуострова. К западу от посёлка находится деревня Горадиль Апшеронского района, а к востоку — посёлок Кюрдаханы, который административно подчинён Баку.

## Название
В дореволюционный литературе название данного населённого пункта передавалось так же как и сейчас — Пиршаги, но порой встречается двойное название, которое по тогдашней орфографии писалось либо как Пиршаги (Пир-Шикакъ), либо как Пиршаги (Пиршикакъ). В «Кавказском календаре» на 1856 год упоминается деревня Пиршафик (на алфавите местного языка ﭘﻴﺮﺷﻔﻴﻖ) Маштагинского участка. (примечание: по всей вероятности в записях была утеряна вторая точка над 3-й буквой с конца и таким образом буква звук «Гаф»ق ошибочно был прочитан как «Фа» ف — так что «Пир-Шафик» надо читать как «Пир-Шакик», а точнее Пир-Шагиг)
В одной из работ Б. В. Миллера конца 1920-х годов можно встретить «Пир-Шахи (сел. Пиршаги Бак. уезда)». В литературе советского времени также присутствует написание Пиршага́. На азербайджанской кириллицей оно писалось то как Пиршаға, то как Пиршағы.

## История
Во второй половине XVIII века селение Пиршаги входило в состав Бакинского ханства, которое в 1806 года стало частью Российской империи.
Высочайшим указом от 14 декабря 1846 году была образована Шемахинская губерния, в которую была включена территория бывшего Бакинского ханства. После разрушительного шемахинского землетрясения 1859 года, губернские учреждения были переведены в Баку, а губерния переименована в Бакинскую. В дальнейшем Пиршаги числится среди населённых пунктов Бакинского уезда одноимённой губернии.
Это была казённая деревня. В 1880-х годах оно составляло отдельное Пиршагинское сельское общество. В начале XX века Пиршага входила в 4-й полицейский участок (управление участка в селении Балаханы) Балахано-Сабунчинского полицмейстерства.
В 1920 году был образован Ленинский район города Баку (центр — Сабунчи). По состоянию на 1 января 1961 года к данному городскому району относился Пиршагинский сельский Совет (сельсовет), который включал 3 населённых пункта (селение Пиршага и посёлки при рыбпроме № 1 и № 2), а на 1 января 1977 года Пиршага составляла уже отдельный Пиршагинский поселковый Совет Ленинского района Баку.

## Население
До первой четверти XX века жители Пиршаги чаще фиксировались как таты и крайне редко как «татары» (то есть азербайджанцы). В половом соотношении, на протяжении второй половины XIX—XX веков зафиксировано преобладание лиц мужского пола перед лицами женского пола.

### XIX век
По ведомости, датированной 30 апреля 1813 года (по старому стилю), число душ в Пиршаге — 98. В «Кавказском календаре» на 1856 год упоминается деревня Пиршафик (на алфавите местного языка ﭘﻴﺮﺷﻔﻴﻖ) Маштагинского участка, которая населена «татарами»-шиитами (азербайджанцы-шииты) и где жители между собой говорили по-«татарски» (то есть по-азербайджански).
По данным же списков населённых мест Бакинской губернии от 1870 года, составленных по сведения камерального описания губернии с 1859 по 1864 год, здесь имелось 130 дворов и 598 жителей (347 мужчин и 251 женщина), состоящих из татов-шиитов.
По сведениям 1873 года, опубликованным в изданном в 1879 году под редакцией Н. К. Зейдлица «Сборнике сведений о Кавказе», численность населения деревни увеличилось и составляло уже 626 жителей (380 мужчин и 246 женщин; всего 128 дворов), также татов-шиитов.
Материалы посемейных списков на 1886 год показывают в Пиршаги 798 жителей (459 мужчин и 339 женщин; 149 дымов) и все таты-шииты, из которых 791 крестьянин на казённой земле (456 мужчин и 335 женщин; 148 дымов) и 7 представителей шиитского духовенства (3 мужчин и 4 женщины).

### XX век

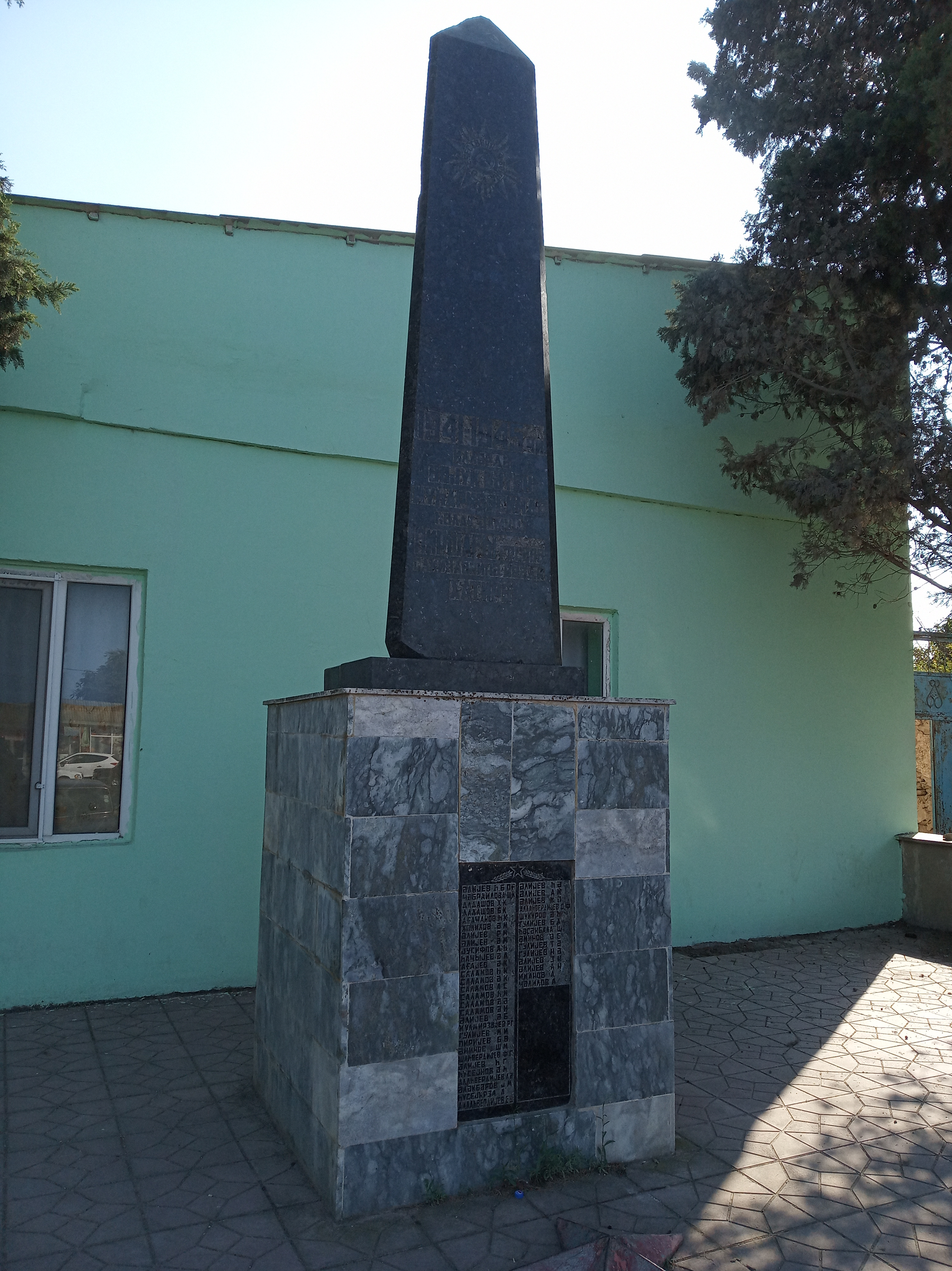
Памятник павшим в годы Великой Отечественной войны уроженцам Пиршаги с именами погибших

В одной из статистических ведомостей, приложенной к Обзору Бакинской губернии за 1902 года и показывающей национальный состав коренного населения населённых пунктов Бакинской губернии к 1 января 1903 года, по Пиршаги указаны 146 дымов и 1,045 душ обоего пола (569 душ мужского пола и 476 душ женского пола), татов по национальности.
По сведениям «Кавказского календаря» на 1904 год, опирающихся на данные статистических комитетов Кавказского края, в Пиршаги было 1,033 жителя, в основном татов. Согласно «Кавказскому календарю» на 1910 год в Пиршаги за 1908 год проживало 1,068 человек, но на этот раз указанных как «татары» (азербайджанцы).
По Азербайджанской сельскохозяйственной переписи 1921 года Пиршаги населяли 488 человек и преимущественно таты, а население состояло из 267 мужчин (из них двое грамотных) и 221 женщины, при этом ещё двое отсутствовали (оба отсутствующих находились в Красной армии). Однако к концу 1920-х годов данное селение тюркизировалось. Советский иранист Б. В. Миллер, обследовавший татов в 1928 году, констатировал, что здесь «ещё 5 лет тому назад слышалась татская речь, теперь вытесненная тюркской» (то есть азербайджанской).
Всесоюзная перепись населения 1970 года показала в Пиршаги 2,470 человек (1,306 мужчин и 1,164 женщины). Согласно результатам следующей переписи 1979 года численность населения посёлка достигло 3,216 человек (1,746 мужчин и 1,470 женщин), а по результатам последней общесоюзной переписи 1989 года — 4,145 человек (2,219 мужчин и 1,926 женщин).

## Достопримечательности

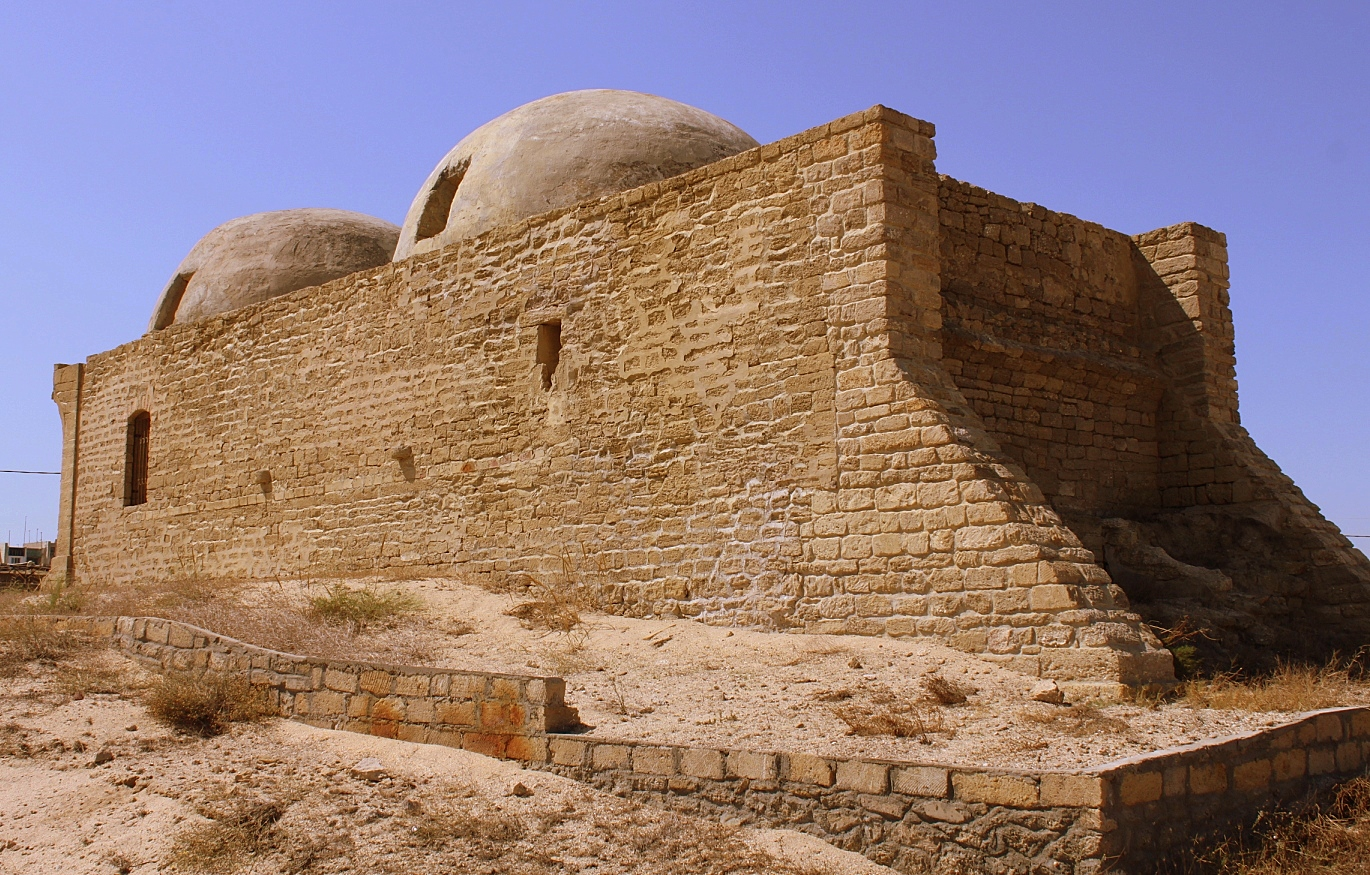
Баня Гаджи Шахверди. 19 век.
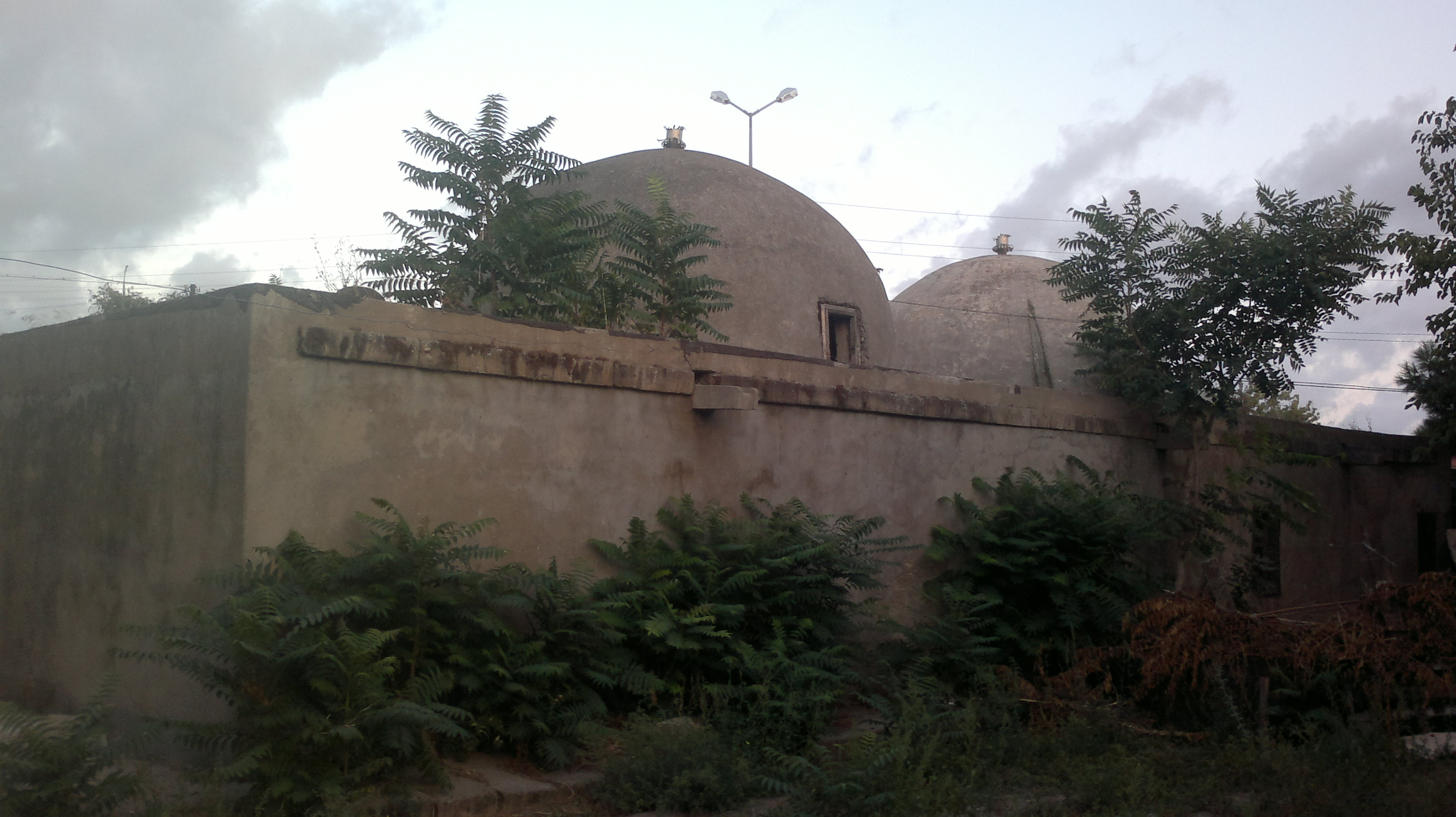
Баня Гаджи Абсалама. 19 век.